# Таон ди Ревель, Оттавио
Маркиз Оттавио Таон ди Ревель, граф ди Сан Андрэа, де Ревель и ди Пратолунго, сеньор Кастельнуово (итал. Marchese Ottavio Thaon di Revel conte di S. Andrea e di Revel, Signore di Castelnuovo, Conte di Pratolungo, 26 июня 1803 года, Турин, Сардинское королевство — 9 февраля 1868 года, Турин, Королевство Италия) — государственный деятель Сардинского и Итальянского королевств, государственный министр.

## Биография
В разные годы занимал посты мэра Сан Раффаэле (Турин), вице-президента Провинциального совета Турина, Коммунального советника Турина, Провинциального советника Турина.
Со 2 августа 1831 года — заместитель генерального интенданта финансов.
С 9 мая 1835 года — первый чиновник в Государственном секретариате финансов Сардинского Королевства.
С 24 августа 1844 года — первый государственный секретарь финансов Сардинского Королевства.
с 1848 года — депутат Палаты депутатов Парламента Италии.
С 16 марта по 27 июля и с 19 августа по 15 декабря 1848 года — министр финансов Итальянского Королевства.
С 20 января 1861 года — сенатор Итальянского Королевства.
18 ноября 1865 года — 30 октября 1866 года — Секретарь финансовой комиссии Сената.
В 1866 году — королевский комиссар Венеции.
С 22 марта по 19 августа 1867 года, с 15 декабря 1867 года по 31 августа 1868 года и с 24 ноября 1868 года по 14 августа 1869 года — Секретарь финансовой комиссии Сената.

## Награды
- Кавалер Большого креста ордена Святых Маврикия и Лазаря (1847)
- Кавалер Большого креста ордена Святого Иосифа (Тоскана)
- Кавалер Мальтийского ордена.
- Кавалер Большого креста ордена Красного орла (Пруссия)
- Орден Святого Станислава III степени (Россия)
- Кавалер ордена Святого Пия (Святой Престол)